# Консейсан-ди-Ипанема
Консейсан-ди-Ипанема (порт. Conceição de Ipanema) — муниципалитет в Бразилии, входит в штат Минас-Жерайс. Составная часть мезорегиона Вали-ду-Риу-Доси. Входит в экономико-статистический микрорегион Айморес. Население составляет 3796 человек на 2006 год. Занимает площадь 254,513 км². Плотность населения — 14,9 чел./км².

## История
Город основан 1 января 1954 года. 

## Статистика
- Валовой внутренний продукт на 2003 год составляет 11 331 131,00 реалов (данные: Бразильский институт географии и статистики).
- Валовой внутренний продукт на душу населения на 2003 год составляет 2789,55 реалов (данные: Бразильский институт географии и статистики).
- Индекс развития человеческого потенциала на 2000 год составляет 0,704 (данные: Программа развития ООН).